# Sittelle d'Indochine
Sitta neglecta
Espèce
La Sittelle d'Indochine (Sitta neglecta) est une espèce d'oiseaux de la famille des Sittidae.

## Répartition
Cet oiseau vit de la Birmanie jusqu'au Sud du Vietnam.

## Taxinomie
Selon le Congrès ornithologique international et Alan P. Peterson, aucune sous-espèce n'est distinguée,.